# サンディスプリングス (ジョージア州)
サンディスプリングス（英: Sandy Springs）は、アメリカ合衆国ジョージア州のフルトン郡にある都市。州都アトランタの北にある。2020年国勢調査での人口は108,080人。

## 歴史
1842年、オースティン＝ジョンソン邸が現在のジョンソン・フェリー道路に建設された。現在のサンディスプリングス市では最古の家屋になっている。1851年、ウィルソン・スプルイルが天然の泉がある近くにサンディスプリングス・ユナイテッド・メソジスト教会を建てるための土地5エーカー (20,000 m2) を寄付した。その泉が市名の由来になっている。1905年、ハモンド学校がジョンソン・フェリー道路とマウントバーノン・ハイウェイの交差点、教会からは通り向かいに建設された。
1950年、州議会がアトランタによるこの町の併合を阻止した。1956年の連邦ハイウェイ援助法によって州間高速道路体系が承認されるまで、この町は田園部のままだった。1959年、ハモンド小学校で出火した後、火事対策が進むようにアトランタ市長ウィリアム・ハーツフィールドが町民に合併支持を奨励した。住民の反対でこの提案は成立しなかった。1960年代初期、ジョージア州道400号線と州間高速道路285号線が建設されてサンディスプリングスとアトランタ大都市圏が結ばれ、住宅ブームが起きて新しい住人が増え、大規模土地開発が起こった。1966年、住民投票でアトランタへの併合が否決された。投票総数の3分の2が反対だった。
1970年代、アトランタ市が州法を使ってサンディスプリングスに併合を強制しようとしたときに、町の法人化に関する議論が始まった。ジョージア州最高裁判所がその州法は違憲であると裁定し、併合が失敗した。これに対応して1975年にサンディスプリングスのための委員会が結成された。議会の会期毎に住民投票で法人化を承認する法案が提案された。アトランタやフルトン郡南西部を代表する議員は、その法人化で税収が減ることを怖れ、地方に関する法はまず関係する地域の代表による議決で承認されるという手続き条項で、その法案の成立を止めた。1989年、サンディスプリングスが隣接するコブ郡チャタフーチープランテーションと合流する案が示された。この動議は下院議長トム・マーフィによって阻止された。
2005年、共和党がジョージア州議会両院の多数を制すると、以前に票決を妨げていた手続き規則は、地方の法ではなく州の法を扱う法案と同じように議院全体の票決に変更された。また新しい市は既存の市から3マイル (4.8 km) 以上離れていなければならないという規則が撤廃された。サンディスプリングスの境界はロズウェル市とアトランタ市双方に接していた。法人化のための住民投票を認める法案が提案され、成立した。住民投票による住民発議は議会で承認され、州知事ソニー・パーデューが署名して法制化された。
住民投票は2005年6月21日に行われ、住民の94%が法人化に賛成した。多くの住人は郡のサービスに不満を表明しており、郡が提供する財政報告に基づいて、土地による再区画割りへの反対を無視して財政的に安定していない地域へのサービスに予算を配分し、過剰な開発を行っていたとクレームを付けた。未編入領域や開発の進んでいないフルトン郡南部の住人の多くは法人化に強く反対し、郡のサービスの元になる税収入の低下を怖れた。サンディスプリングス以外の郡住人はこの件について投票を許されなかった。連邦政府司法省にこの計画を差し止めることを求めるなどの動きは成功しなかった。
2005年11月に1人の市長と6人の市政委員の選挙が行われ、法人化を発案し推進したエバ・ガランボスが大差で市長に当選した。正式な法人化は12月1日であり、国内で法人化されたときの人口では3番目に大きな都市となった。市の警察署や消防署は2006年にサービスを始めた。2010年、選挙権法第5条の事前更新条項を免除されたことでは、ジョージア州で初の司法区となった。
成立を受けて新たに制定された市の公式紋章には、HONEST（誠実）、EFFICIENT（効率性）、RESPONSIVE（迅速な対応）、という三つの言葉が掲げられており、フルトン郡の非効率な行政に対する反発が表されている。

## 地理
サンディスプリングス市は、南にアトランタ市、西と北にコブ郡（チャタフーチー川）、北にロズウェル市（川もある）、東のディカーブ郡境にダンウッディとブルックヘイブンの各町と接している。北東部は北のチャタフーチー川と南のダンウッディとの間に小さなパンハンドル部で突き出て、グイネット郡のピーチツリーコーナーズとの大変短い境界線で終わっている。

### 気候
サンディスプリングス市は温暖湿潤気候（ケッペンの気候区分 Cfa）にあたる。
| サンディスプリングの気候 | サンディスプリングの気候 | サンディスプリングの気候 | サンディスプリングの気候 | サンディスプリングの気候 | サンディスプリングの気候 | サンディスプリングの気候 | サンディスプリングの気候 | サンディスプリングの気候 | サンディスプリングの気候 | サンディスプリングの気候 | サンディスプリングの気候 | サンディスプリングの気候 | サンディスプリングの気候 |
| 月                       | 1月                      | 2月                      | 3月                      | 4月                      | 5月                      | 6月                      | 7月                      | 8月                      | 9月                      | 10月                     | 11月                     | 12月                     | 年                       |
| ------------------------ | ------------------------ | ------------------------ | ------------------------ | ------------------------ | ------------------------ | ------------------------ | ------------------------ | ------------------------ | ------------------------ | ------------------------ | ------------------------ | ------------------------ | ------------------------ |
| 最高気温記録 °F （°C）   | 75 (24)                  | 80 (27)                  | 88 (31)                  | 91 (33)                  | 95 (35)                  | 101 (38)                 | 102 (39)                 | 101 (38)                 | 98 (37)                  | 88 (31)                  | 84 (29)                  | 76 (24)                  | 102 (39)                 |
| 平均最高気温 °F （°C）   | 50 (10)                  | 55 (13)                  | 63 (17)                  | 71 (22)                  | 78 (26)                  | 84 (29)                  | 88 (31)                  | 86 (30)                  | 81 (27)                  | 72 (22)                  | 62 (17)                  | 53 (12)                  | 70.3 (21.3)              |
| 平均最低気温 °F （°C）   | 29 (−2)                  | 32 (0)                   | 38 (3)                   | 45 (7)                   | 54 (12)                  | 62 (17)                  | 67 (19)                  | 66 (19)                  | 60 (16)                  | 47 (8)                   | 39 (4)                   | 32 (0)                   | 47.6 (8.6)               |
| 最低気温記録 °F （°C）   | −10 (−23)                | 1 (−17)                  | 6 (−14)                  | 24 (−4)                  | 31 (−1)                  | 40 (4)                   | 48 (9)                   | 50 (10)                  | 28 (−2)                  | 25 (−4)                  | 10 (−12)                 | −1 (−18)                 | −10 (−23)                |
| 降水量 inch （mm）       | 5.34 (135.6)             | 4.78 (121.4)             | 5.52 (140.2)             | 4.04 (102.6)             | 4.63 (117.6)             | 3.66 (93)                | 4.17 (105.9)             | 4.32 (109.7)             | 3.87 (98.3)              | 3.58 (90.9)              | 3.73 (94.7)              | 4.18 (106.2)             | 51.82 (1,316.2)          |
| 出典：                   |                          |                          |                          |                          |                          |                          |                          |                          |                          |                          |                          |                          |                          |

### 地区

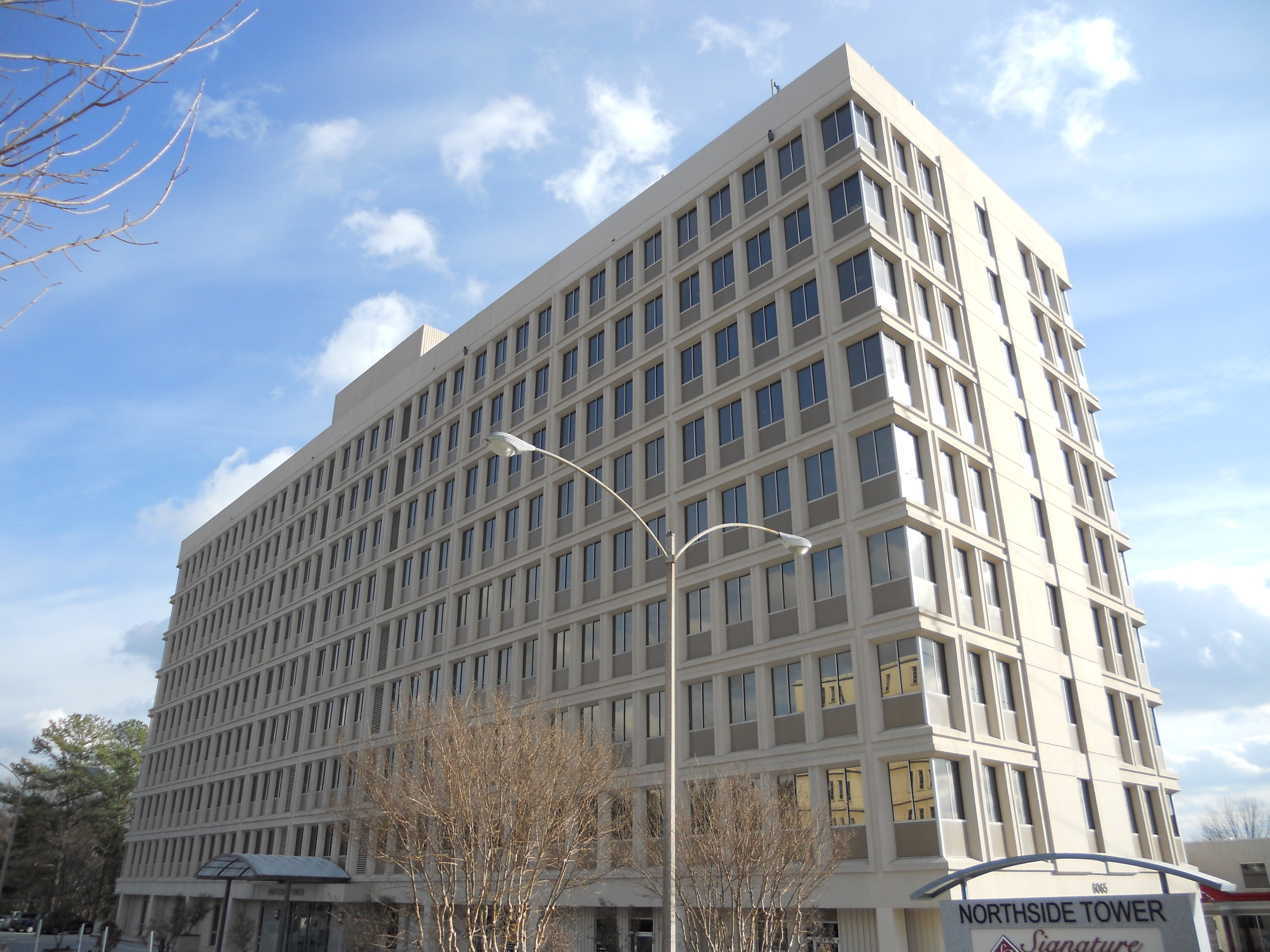
ノースサイド・タワー、中心街のランドマーク、ロスウェル道路とサンディスプリングス・パレスに接する

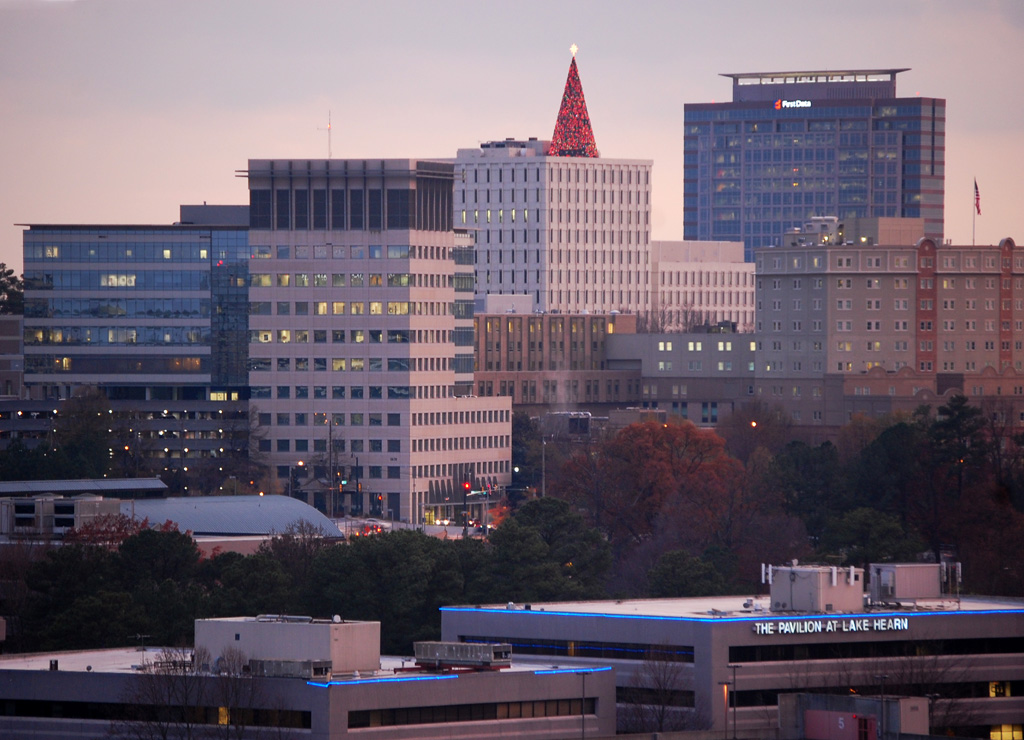
ペリミターセンターのスカイライン

- 中心街: 伝統的な中心街とは似ていないが、北のアバーナシー道路、南の州間高速道路285号線、西のサンディスプリングス・サークル、東のヒルデブランド・ドライブに囲まれた地区が、市と「ダウンタウン・サンディスプリングス」という企業集団によって定義されている。ロスウェル道路とサンディスプリングス・パレスに接するノースサイド・タワーが1971年に完成して以来、この地区の中心にある非公式ランドマークとして機能している。中心街は市名の由来にもなった砂質泉がある場所でもある。市は、ジョンソンフェリー道路とサンディスプリングス・サークルに面し、元ターゲットの店舗があった場所を所有し、市役所を含む多目的な市の施設を建設する長期再開発計画を推進している。また伝統的な格子状配置の中心街に似せるために、この地区で道路を増やす予定もある[13]。
- リバーサイド: 市の西にあり、チャタフーチー川に接し、コブ郡との境をなしている。住宅地区であり、曲がりくねった丘陵の道路がある。主たる道路はハーズフェリー道路とリバーサイド・ドライブであり、リバーサイド・ドライブの近くには州間高速道路285号線の出口がある。
- ダンウッディ・パンハンドル: 北のチャタフーチー川と南のダンウッディ市、西のジョージア州道400号線、東のピーチツリーコーナーズ市境に囲まれる小さなパンハンドル部住宅街。川とダンウッディ市の中に食い込み、幾何的なパンハンドルを形成しているので、この地区名がある。主要道路としては、ダンウッディ・クラブ・ドライブとスポルディング・ドライブがある。州間高速道路とはジョージア州道400号線のノースリッジ道路出口を介して接続している。この地区は長年ダンウッディに属すると見られていたので議論の多い地区である。ダンウッディの道路標識が取り外され、サンディスプリングス市の道路標識が取り付けられたときに緊張感が高まり、ダンウッディ住宅所有者協会から提案された妥協案がサンディスプリングス市市政委員会に拒否された。この地域はサンディスプリングス市に取り込まれることに抵抗しており、住民はダンウッディ市内にあると考えている。アトランタ市のバッキード地区と同様にサンディスプリングス市のダンウッディと表現することで対応することにしたが、まだ実現していない。多くの住人は住所をダンウッディと表記したままである[14]。
- ペリミターセンター: 新しいビジネス・商業地区である。地区の約40%はダンウッディ内にあるが、オフィス塔を含む西部の60%はサンディスプリングス市内にある。ピルヒルがサンディスプリングス市内にあり、州内でも最大の医療地区になっている。ここにはノースサイド病院、セントジョセフ病院、アトランタ子供病院がある。ランドマークとしてはハモンド公園と、アトランタ・マルタの地下鉄駅であるサンディスプリングス駅と医療センター駅がある[15]。
- ノーススプリングス: ノーススプリングスは市北端の大きな地域である。ジョージア州道400号線より西、ブランドンミル道路とチャタフーチー川の東、アバーナシー道路の北と定義される。MARTAのノーススプリングス駅があり、ノースサウス線の終点である[16][17]。
- サンディスプリングス ITP: アトランタ市域内に伸びる小部分。地区の大半は裕福であり、ノースサイド・ドライブ、マウントパラン道路、パワーズフェリー道路など1車線道路が景観の良いマンションを囲んでいる[18][19][20]。

## 人口動態
（注: 2000年の数字は法人化前のものだが、同じ地域のものである）
以下は2020年の国勢調査による人口統計データである。
| 基礎データ - 人口: 108,080人 - 世帯数: 52,820 世帯 | 人種別人口構成 - 白人: 53.78% - アフリカン・アメリカン: 18.29% - ネイティブ・アメリカン: 0.13% - アジア人: 9.4% - 太平洋諸島民:0.05％ - その他の人種/混血: 4.7% - ヒスパニック・ラテン系: 13.64% |

以下は2010年の国勢調査による人口統計データである。
| 基礎データ - 人口: 93,853人 - 世帯数: 42,334 世帯 | 人種別人口構成 - 白人: 65.0% - アフリカン・アメリカン: 20.0% - ネイティブ・アメリカン: 0.3% - アジア人: 5.0% - その他の人種: 6.9% - 混血: 2.7% - ヒスパニック・ラテン系: 14.2% |

以下はサンディスプリングスが国勢調査指定地域であった2000年の国勢調査による人口統計データである。
| 基礎データ - 人口: 85,781 人 - 世帯数: 39,288 世帯 - 家族数: 19,683 家族 - 人口密度: 878.1人/km2（2,274.1 人/mi2） - 住居数: 42,794 軒 - 住居密度: 438.0軒/km2（1,134.5 軒/mi2） 人種別人口構成 - 白人: 77.55% - アフリカン・アメリカン: 12.04% - ネイティブ・アメリカン: 0.18% - アジア人: 3.29% - 太平洋諸島系: 0.05% - その他の人種: 4.94% - 混血: 1.95% - ヒスパニック・ラテン系: 9.93% 2006年のアトランタ・ユダヤ人連盟の報告では、サンディスプリングス市と隣接するディンウッディ市に15,300人のユダヤ人が住んでいる。 | 年齢別人口構成 - 18歳未満: 17.8% - 18-24歳: 10.5% - 25-44歳: 40.3% - 45-64歳: 21.6% - 65歳以上: 9.8% - 年齢の中央値: 33歳 - 性比（女性100人あたり男性の人口） - 総人口: 96.6 - 18歳以上: 95.0 世帯と家族（対世帯数） - 18歳未満の子供がいる: 21.1% - 結婚・同居している夫婦: 40.1% - 未婚・離婚・死別女性が世帯主: 7.0% - 非家族世帯: 49.9% - 単身世帯: 35.9% - 65歳以上の老人1人暮らし: 6.8% - 平均構成人数 - 世帯: 2.17人 - 家族: 2.87人 | 収入と家計（2008年推計） - 収入の中央値 - 世帯: 106,240米ドル - 家族: 129,810米ドル - 性別 - 男性: 60,053米ドル - 女性: 50,030米ドル - 人口1人あたり収入: 70,790米ドル - 貧困線以下 - 対人口: 7.9% - 対家族数: 3.1% - 18歳未満: 8.9% - 65歳以上: 1.9% |

## 芸術と文化

### 毎年の祭
サンディスプリングス市では、以下のような祭を毎年開催している・
- サンディスプリングス祭: 毎年3万人の観衆が集まる市内最大のイベント。1984年から始まり、2014年で29回目となる。審査のあるアーティスト・マーケット、市民と企業の展示会、地域劇団やバンドによる公演、子供達の工芸や活動、10代のバンジージャンプやインフレータブル・バルーン、キワニスのペットパレード、ダグ・ケスラー・ライティング10k/5k 競走、フードコートなどが出る。サンディスプリングスの歴史と文化の認識を保存し促進することで地域社会を建設する非営利団体、ヘリテージ・サンディスプリングスにとっては主要な寄付集めの行事でもある。この団体は市中心部にある4エーカー (16,000 m2) の公園、ヘリテージ・グリーンを維持してもいる。2014年の祭は9月に開催される[27]。
- サンディスプリングス・アータパルーザ: 市内で開催される唯一の無料美術祭。郡周辺の美術家が参加登録しており、毎年国内の125人から150人の著名芸術家が参加する機会がある。毎年4月に、レイクフォレスト・ドライブ沿いのハモンド道路とマウントバーノン道路の間で開催される。開催者は、ジョージア州公共空間とアーツスプリングのための基金であり、地域社会に芸術をもたらすことに専念している[28]。
- サンディスプリングス・サイクリング・チャレンジ: 毎年5月に開催されるプロの自転車レース、州内アセンズに始まり、USクリッツ・スピードウィークが最終となる。
- チャタフーチー川サマー・スプラッシュ: チャタフーチー川のモーガン滝からパワーズ島まで6マイル (10 km) を、カヤックや筏で降る。毎年7月に開催。begins at Morgan

### 見どころ
ヘリテージ・サンディスプリングス博物館は2010年3月20日に開館した。サンディスプリングス地域社会の歴史に特化し、ヘリテージ・グリーンの用途転換されたウィリアムズ・ペイン邸に入っている。市内にはアンネ・フランクに献げた博物館もある。

## 公園とレクリエーション

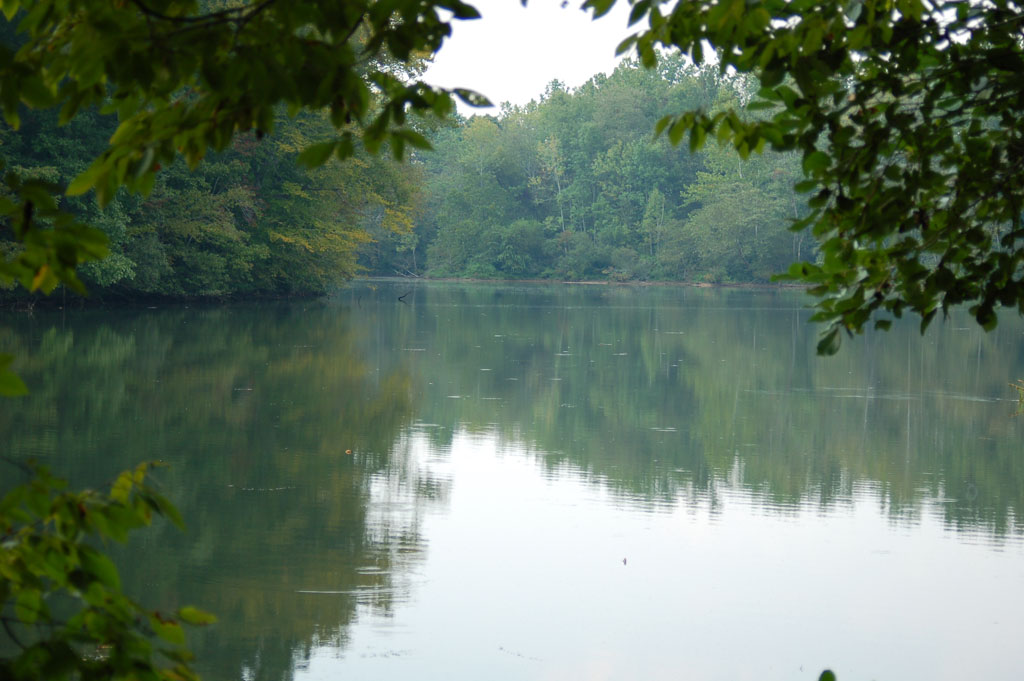
ブルスルース湖、モーガン滝展望公園にある

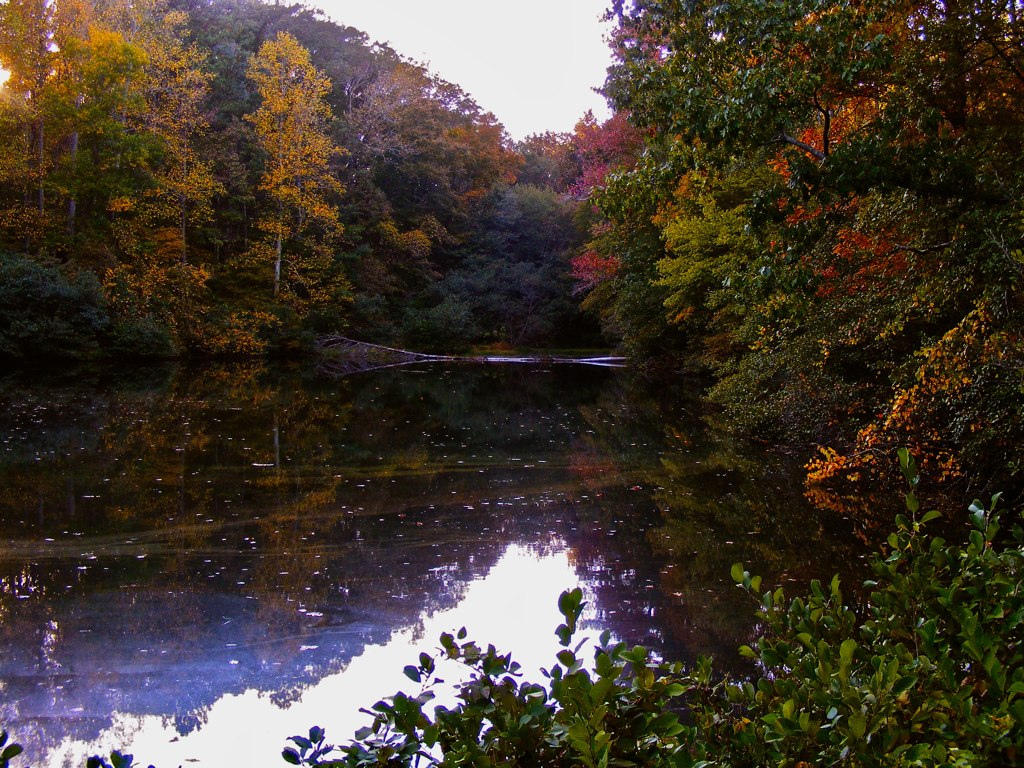
チャタフーチー川国立レクリエーション地域

市内には12の公園と緑化地域がある。そのうち3つはレクリエーション用施設がある。
- ヘリテージ・グリーン - 市中心部新しい中心街開発地の4エーカー (16,000 m2) の公園。しの名前が付けられた地下の泉がある場所であり、ヘリテージ・サンディスプリングス博物館もある。サンディスプリングスの歴史と文化の認識を保存し促進することで地域社会を建設する非営利組織ヘリテージ・サンディスプリングスが運営している。サンディスプリングス祭、博物館の展示、講義、コンサート、子供のための教育、ガーデニングなど様々な行事が開催されている
- ハモンド公園 - 多目的建物、ジム、ゲーム室、アストロターフのサッカー場、照明付きテニスコート、ピクニック場、遊技場、手洗い所がある
- モーガン滝展望台 - ピクニック場、遊技場、ボート係留場と釣り桟橋、ハイキング道、炉、ポーチブランコ、手洗い所がある
- モーガン滝アスレティック複合施設 - 野球場、T-ボール場、フットボール場、ピクニック場、遊技場、売店、手洗い所がある
- サンディスプリングス・テニスセンター - クラブハウス、プロショップ、手洗い所、ロッカー室、照明付きテニスコート、ジョギング道がある
- アバーナシー公園 - テニスコート、遊技場、ピクニック・テーブル、アーツセンターがある
- アレン - 遊技場、多目的コート、ウォーキング道、バスケットボール・コートがある
- ジョン・リプリー・フォーブス・ビッグツリーズ・フォレスト・ネイチャー - 歩道、樹木、植物、野生生物保護区[30]
- リッジビュー - 自然の道、ピクニック場、遊技場がある

## 市政府
市のサービスは官民パートナーシップで行われている。他の同様な大きさの都市と同様に市政委員会・市マネジャー方式で運営されている。しかしサービスのかなりの範囲を民間会社に委託したことでは国内初の市になっている。
市の警察署は2006年7月1日に、州内全体の86人の警官と共に郡の業務を引き継ぎ、現在は137人を雇用している。消防署は2006年12月に運営を始めた。常勤消防士は91人、非常勤は52人いる。警察は2010年会計年度で98,250回の電話呼び出しに対応し、消防署は8,205回の呼び出しに17,000回の出動を行った。
2008年12月、市はジョンソンフェリー道路とサンディスプリングス・サークルに面し、元ターゲットの店舗（初めはリッチウェイ百貨店）があったビルを買収した。市役所を含む多目的な市の施設を建設する長期再開発計画を推進している。

## 教育

### 初等中等教育
市内の公立学校はフルトン郡教育学区が管轄している。小学校は7校、中学校2校、高校2校がある。
私立学校は、ブランドン・ホール学校など主に宗教系の学校が10校ある。

### 公共図書館
アトランタ・フルトン公共図書館体系がサンディスプリングス支所を運営している。

## 経済
サンディスプリングス市内の大手雇用主は、病院があり、またコンピュータ関連サービス、物流、通信、メディア、金融など様々な産業の本社と地域支社である。
病院はノースサイド病院、セントジョセフ病院、アトランタ子供病院の3つがあり、地域の病床数の40%になっている。

## 主要雇用主
市の2012年包括的財務報告書に拠れば、市内の主要雇用主は次の通りである。
| 順位 | 雇用主                           | 従業員数 |
| ---- | -------------------------------- | -------- |
| 1    | IBM                              | 2,483    |
| 2    | シスコシステムズ                 | 1,708    |
| 3    | ユナイテッド・パーセル・サービス | 1,636    |
| 4    | AT&Tモビリティ                   | 650      |
| 5    | RBS リンク, Inc.                 | 600      |
| 6    | コックス・エンタープライジーズ   | 584      |
| 7    | ACS ステートヘルスケア, LLC      | 510      |
| 8    | ナショナル・アカウント・サービス | 480      |
| 9    | ING                              | 448      |
| 10   | グローバル・ペイメンツ           | 410      |

## メディア
サンディスプリングス市を含む地域を対象にした新聞として、「サンディスプリングス・リポーター」、「サンディスプリングス・ニーバー」、「アトランタ・ジャーナル・コンスティチューション」がある。テレビ番組2つが市内で撮影された。

## 交通

### 主要高規格道路
市内には南北方向のジョージア州道400号線と東西方向の州間高速道路285号線の2つの自動車専用幹線道路が通っている。地上道路にはロスウェル道路（州間高速道路285号線の南ではアメリカ国道19号線、およびジョージア州道9号線の全体）、ハモンド・ドライブ、スポルディング・ドライブ、ジョンソン・フェリー道路、アバーナシー道路、グレンリッジ・ドライブ、ダンウッディ・クラブ・ドライブがある。
ジョージア州交通省は、アバーナシー道路のジョンソン・フェリー道路からロスウェル道路の間を2車線から4車線プラス中央分離帯に拡幅している。市はアバーナシー道路に沿った家屋を解体して線形公園を開発し、側道と歩道に緑地を加え、市内の連結性を改善している。西側の交差点は、現在ラッシュアワーにはチャタフーチー川を渡るコブ郡の通勤者を多く通しているジョンソン・フェリー道路からの上下の形を変えて、北西から直接アバーナシー道路に流れるようになった。さらに、州間高速道路285号線の上のロスウェル道路橋は各方向に左折専用レーンを設けて広げている。現在、州間高速道路285号線の双方向左折専用レーンが短く、中央よりレーンも共有するので、信号機の1サイクルで2回曲がるのが大きなボトルネックになっている。
市の公共事業部は、12月の法人化以来、道路の交通信号の状態にかなりの改良を加えてきた。約1,500の排水枡を清掃し、車道30マイル (50 km) に縞模様を付け、修繕など2,000件以上の電話に応え、交通の流れを良くしアイドリングを減らすために信号のタイミングを数百件改良し、60マイル (100 km 近く) を再舗装した。
2008年会計年度ではサンディスプリングス市交通管理センターが創設された。センターの建設は2008年2月に始まり、6月末にはロスウェル道路沿い5か所をカメラで見られるようになった。一般人が交通状態をリアルタイムで見られるウェブページがあり、音声認識もできる。2009年6月までに交通カメラ16台が稼動し、市のウェブサイトで見ることができる。

### 公共交通機関
大量輸送機関はMARTAであり、鉄道高速輸送やバスの路線を運行している。鉄道はレッドラインが通っており、医療センター、サンディスプリングス、ノーススプリングスに3つの駅がある。ジョージア地域交通公社もノーススプリングス駅から他の郡部へ急行バスを走らせている。

## 外国の使節館
市内には3つの外国使節館がある。コロンビア・アトランタ総領事館がピーチツリー・ダンウッディ道路5901のスイート405に、ナイジェリア・アトランタ総領事館がロスウェル道路8060に、インド総領事館がグレンリッジ・ドライブ5549にある。

## 著名な出身者
- デビッド・ジャスティス、メジャーリーグベースボール選手
- ハインズ・ウォード、アメリカンフットボール選手、ピッツバーグ・スティーラーズ